# Burt Dalton
Burt Dalton (auch Bert Dalton oder Burt C. Dalton) ist ein Koordinator für visuelle Effekte, der für seine Mitarbeit an Der seltsame Fall des Benjamin Button mit einem Oscar ausgezeichnet und für Star Trek Into Darkness 2014 nominiert wurde. Für sein sonstiges Schaffen wurde er seit 1998 mit acht weiteren Nominierungen für Filmpreise bedacht. Dalton ist seit 1980 und gelegentlich unter Pseudonymen aktiv.

## Filmografie (Auswahl)
- 1980: Xanadu
- 1986: Fresno
- 1985–1997: Remington Steele (Fernsehserie)
- 1992: Bodyguard (The Bodyguard)
- 1996: Tin Cup
- 1998: Dr. Dolittle
- 2002: Ring (The Ring)
- 2007: Zodiac – Die Spur des Killers (Zodiac)
- 2009: Star Trek
- 2010: Salt
- 2012: Total Recall
- 2013: Star Trek Into Darkness
- 2021: Finch

## Auszeichnungen (Auswahl)
Gewonnen
- 2009: Oscar der Kategorie Beste visuelle Effekte für Der seltsame Fall des Benjamin Button

Nominiert
- 1998: Emmy für From the Earth to the Moon
- 2010: British Academy Film Award für Star Trek
- 2013: Saturn Award für Battleship